# بيغيون فالس (ويسكونسن)
بيغيون فالس (بالإنجليزية: Pigeon Falls, Wisconsin)‏ هي قرية تقع في الولايات المتحدة في مقاطعة ترمبيلاو (ويسكونسن). يقدر عدد سكانها بـ 411 نسمة ومساحتها 1.24 كم2 وترتفع عن سطح البحر 264 متر.

## التركيبة السكانية
قام مكتب تعداد الولايات المتحدة بتحديد بيانات التركيبة السكانية لبيغيون فالس في تعداد الولايات المتحدة. في ما يلي، التركيبة السكانية حسب تعدادي 2000 و2010.

### تعداد عام 2000
بلغ عدد سكان بيغيون فالس 388 نسمة بحسب تعداد عام 2000، وبلغ عدد الأسر 139 أسرة وعدد العائلات 86 عائلة مقيمة في القرية. في حين سجلت الكثافة السكانية 813.6 نسمة لكل ميل مربع (314.1/كم2). وبلغ عدد الوحدات السكنية 144 وحدة بمتوسط كثافة قدره 302.0 نسمة لكل ميل مربع (116.6/كم2).
وتوزع التركيب العرقي للقرية بنسبة 98.97% من البيض و 0.26% من الأمريكيين ذوي الأصول الآسيوية و 0.77% من الأمريكيين الأفارقة.
بلغ عدد الأسر 139 أسرة كانت نسبة 24.5% منها لديها أطفال تحت سن الثامنة عشر تعيش معهم، وبلغت نسبة الأزواج القاطنين مع بعضهم البعض 55.4% من أصل المجموع الكلي للأسر، ونسبة 3.6% من الأسر كان لديها معيلات من الإناث دون وجود شريك، وكانت نسبة 38.1% من غير العائلات. تألفت نسبة 34.5% من أصل جميع الأسر من أفراد ونسبة 29.5% كانوا يعيش معهم شخص وحيد يبلغ من العمر 65 عاماً فما فوق. وبلغ متوسط حجم الأسرة المعيشية 2.95، أما متوسط حجم العائلات فبلغ 2.28.
بلغ العمر الوسطي للسكان 52 عاماً. وكانت نسبة 18.8% من القاطنين تحت سن الثامنة عشر، وكانت نسبة 4.9% بين الثامنة عشر والأربعة وعشرون عاماً، ونسبة 17.8% كانت واقعةً في الفئة العمرية ما بين الخامسة والعشرون حتى والأربعة وأربعون عاماً، ونسبة 20.4% كانت ما بين الخامسة والأربعون حتى الرابعة والستون، ونسبة 38.1% كانت ضمن فئة الخامسة والستون عاماً فما فوق. يوجد لكل 100 أنثى 86.5 ذكر، ويوجد لكل 100 أنثى في الثامنة عشر من عمرها فما فوق 86.4 ذكر.
بلغ متوسط دخل الأسرة في القرية 34,107 دولار، أما متوسط دخل العائلة فبلغ 50,556 دولار. وكان متوسط دخل الذكور 26,563 دولار مقابل 20,859 دولار للإناث. وسجل دخل الفرد الخاص بالقرية 14,587 دولار.

### تعداد عام 2010
بلغ عدد سكان بيغيون فالس 411 نسمة بحسب تعداد عام 2010، وبلغ عدد الأسر 172 أسرة وعدد العائلات 102 عائلة مقيمة في القرية. في حين سجلت الكثافة السكانية 856.3 نسمة لكل ميل مربع (330.6/كم2). وبلغ عدد الوحدات السكنية 188 وحدة بمتوسط كثافة قدره 391.7 لكل ميل مربع (151.2/كم2).
وتوزع التركيب العرقي للقرية بنسبة 99.3% من البيض و 0.2% من الأمريكيين ذوي الأصول الآسيوية و 0.2% من الأمريكيين الأفارقة و 0.2% من عرقين مختلطين أو أكثر.
بلغ عدد الأسر 172 أسرة كانت نسبة 20.3% منها لديها أطفال تحت سن الثامنة عشر تعيش معهم، وبلغت نسبة الأزواج القاطنين مع بعضهم البعض 50.0% من أصل المجموع الكلي للأسر، ونسبة 7.0% من الأسر كان لديها معيلات من الإناث دون وجود شريك، بينما كانت نسبة 2.3% من الأسر لديها معيلون من الذكور دون وجود شريكة وكانت نسبة 40.7% من غير العائلات. تألفت نسبة 32.6% من أصل جميع الأسر من أفراد ونسبة 20.3% كانوا يعيش معهم شخص وحيد يبلغ من العمر 65 عاماً فما فوق. وبلغ متوسط حجم الأسرة المعيشية 2.75، أما متوسط حجم العائلات فبلغ 2.17.
بلغ العمر الوسطي للسكان 52.1 عاماً. وكانت نسبة 17% من القاطنين تحت سن الثامنة عشر، وكانت نسبة 5% بين الثامنة عشر والأربعة وعشرون عاماً، ونسبة 20.2% كانت واقعةً في الفئة العمرية ما بين الخامسة والعشرون حتى والأربعة وأربعون عاماً، ونسبة 26.3% كانت ما بين الخامسة والأربعون حتى الرابعة والستون، ونسبة 31.6% كانت ضمن فئة الخامسة والستون عاماً فما فوق. وتوزع التركيب الجنسي للسكان بنسبة 45.5% ذكور و54.5% إناث.